# 丹麦的安娜 (1574年—1619年)
丹麦的安娜（丹麥語：Anna af Danmark，1574年12月12日—1619年3月2日），婚后名为安妮（英語：Anne），1589年8月20日与苏格兰国王詹姆斯六世结婚并成为苏格兰王后。后因詹姆斯在1603年3月24日成为英格兰国王詹姆斯一世，而使安妮自然而然的成为了英格兰王后。
安娜是丹麦公主，丹麦国王弗雷德里克二世的次女。在1589年，年仅14岁的安娜就嫁给了詹姆斯六世，并且有三名子女活过了幼年，其中包括未来的英格兰国王查理一世。她个性独立，当她和詹姆斯因儿子亨利·弗雷德里克的监护权和处理她的朋友比阿特丽克斯·鲁思文而产生矛盾的时候，她会主动利用苏格兰的政治派系，達到其目的。安妮王后曾经深愛著詹姆斯，但最终两人的感情走向破裂，并且分居——但仍互相尊重，并且保有一定的感情。
1603年移居英格兰之後，安妮王后的精力从政治的派系斗争转向艺术，建造了一座宏伟的私人宫廷，并且主办了欧洲最奢華的文化沙龙。1612年后，她的身体状况开始恶化，开始逐步退出宫廷生活的中心。虽然史書记录说她一直信仰著新教，但有证据表明，她在生命的某个阶段中（1601年前），改信了天主教。
历史学家历来批评安妮王后无足轻重、轻浮、自我放纵，然而，最近有学者对其进行了重新评价，认为她是一个自信独立的女性，特别是对詹姆斯一世时期的艺术发展作出了巨大的推動。

## 注引
1. ↑  Williams, 1, 201; Willson, 403.
2. ↑  Stewart, 182, 300–301.
3. ↑  Barroll, 15, 35, 109;“虽然安妮有相当大的个人自由和私人宫廷，但她并没有像在苏格兰时那样，明显干预派系斗争来对付丈夫，而且也不常有派系來尋求她的支持，于是，王后的宫廷就变成了個人的艺术沙龙。”Stewart, 183.
4. ↑  她死后，坎特伯雷大主教说她死前仍抱持著反天主教的信念，但历史学家约翰·利兹·巴罗尔却说：“我们都很熟悉现代的‘新闻发布会’，安妮时代也同样如此。官方如此说，只是为了让这位英格兰王后能够‘体面’地死去。Barroll, 172.”1601年7月31日，安妮在写给希皮奥内·博爾蓋塞信中说：“打開了通往天主教怀抱的大門。”McManus, 93.
5. ↑  Agnes Strickland (1848), 276 （页面存档备份，存于） Retrieved 10 May 2007; Willson, 95： “她破坏了宫廷的形象……” Barroll, 27; Croft, 55：“安娜苦闷而懒惰，只有当她的突发奇想得到满足时，她才会表现出一点宽容和蔼。除了穿着打扮，再也没有什么能吸引她了。”Akrigg, 21.
6. ↑  “她很快就投入到了宫廷政治中，而不是像她的一些传记作家描述的那样没有一点前景……她很快就在苏格兰宫廷政治中立足。”Barroll, 17。“历史学已给予安妮王后足够的重视，她有很强的政治敏锐性和主动性。”Sharpe, 244;“虽然在一些离散的地区有许多人认为只是在宫廷方面有所创新，但受斯图亚特新国王的影响，苏格兰有了很高的文化……在他統治英格蘭的第一个十年，詹姆斯一世成功地塑造了自己的形象，但这却极度忽视了安妮王后的影响。”Barroll, 1–2.